# Baselice
Baselice est une commune italienne de la province de Bénévent, dans la région Campanie.

## Situation Géographique
Ce village se situe à une altitude de 620 mètres. Le territoire est formé par un terrain très ondulé. Ce sont principalement des collines. La plus haute altitude se situant au mont S.Marco, 1007 m.

## Économie et ressources
L'économie de ce village est principalement basé sur l'agriculture. En effet, c'est encore l'une des principales sources de revenu pour bon nombre d'habitants. 

## Monuments et lieux historiques
- Castello Palazzo Lembo (château) : recensé comme l'une des 1000 merveilles italiennes depuis le 17 novembre 2011.
- Palazzo (palais) des barons Petruccelli
- Église de Saint Leonardo Abate
- Église Sainte Vierge des Grâces
- Église de Sant'Antonio et de la Sainte Vierge del'Assunta
- Musée de Paléontologie "Mare Nostrum"

## Administration
| Période                                  | Période | Identité | Étiquette | Qualité |
| ---------------------------------------- | ------- | -------- | --------- | ------- |
|                                          |         |          |           |         |
| Les données manquantes sont à compléter. |         |          |           |         |

### Communes limitrophes
Castelvetere in Val Fortore, Colle Sannita, Foiano di Val Fortore, San Bartolomeo in Galdo, San Marco dei Cavoti